# Liste der Bodendenkmäler in Holzheim am Forst
Auf dieser Seite sind die Bodendenkmäler in der Oberpfälzer Gemeinde Holzheim am Forst zusammengestellt. Diese Tabelle ist eine Teilliste der Liste der Bodendenkmäler in Bayern. Grundlage ist die Bayerische Denkmalliste, die auf Basis des Bayerischen Denkmalschutzgesetzes vom 1. Oktober 1973 erstmals erstellt wurde und seither durch das Bayerische Landesamt für Denkmalpflege geführt wird. Die folgenden Angaben ersetzen nicht die rechtsverbindliche Auskunft der Denkmalschutzbehörde.

## Bodendenkmäler in Holzheim am Forst
| Lage       | Objekt                                                                                       | Akten-Nr.     | Bild |
| ---------- | -------------------------------------------------------------------------------------------- | ------------- | ---- |
| (Standort) | Archäologische Befunde im Bereich des ehem. Schlosses und der mittelalterlichen Burg         | D-3-6837-0072 |      |
| (Standort) | Abgebrochene Kirche St. Ägidius und abgebrochene Christuskapelle in Holzheim a. Forst.       | D-3-6837-0073 |      |
| (Standort) | Vorgeschichtliche Grabhügelgruppe.                                                           | D-3-6837-0074 |      |
| (Standort) | Mesolithische Freilandstation, vorgeschichtlicher Bestattungsplatz mit verebneten Grabhügeln | D-3-6837-0149 |      |
| (Standort) | Vorgeschichtlicher Bestattungsplatz mit verebneten Grabhügeln.                               | D-3-6838-0068 |      |
| (Standort) | Vorgeschichtlicher Bestattungsplatz mit verebneten Grabhügeln.                               | D-3-6838-0069 |      |
| (Standort) | Vorgeschichtlicher Bestattungsplatz mit verebneten Grabhügeln.                               | D-3-6838-0070 |      |
| (Standort) | Vorgeschichtlicher Bestattungsplatz mit Grabhügeln.                                          | D-3-6838-0071 |      |
| (Standort) | Vorgeschichtlicher Bestattungsplatz mit verebneten Grabhügeln.                               | D-3-6838-0076 |      |
| (Standort) | Verebnetes vorgeschichtliches Grabhügelfeld.                                                 | D-3-6838-0078 |      |
| (Standort) | Vorgeschichtliche Siedlung.                                                                  | D-3-6838-0155 |      |
| (Standort) | Archäologische Befunde des Mittelalters und der frühen Neuzeit im Bereich der Kath. Kirche   | D-3-6838-0156 |      |